# Ниґіару
Ни́ґіару (ест. Nõgiaru küla) — село в Естонії, у волості Нио повіту Тартумаа.

## Населення
Чисельність населення на 31 грудня 2011 року становила 259 осіб.

## Географія
Через населений пункт проходить автошлях 22198 (Нио — Кеері).